# Paolo Scheidler
Paolo Schiedler (ur. 26 lutego 1891 w Mediolanie, zm. ?) – włoski trener piłkarski.
W latach 1924–1926 był szkoleniowcem Interu Mediolan. W pierwszym swoim sezonie poprowadził Inter do zwycięstwa w 12 spotkaniach. Poza tym "Nerazzurri" jeden raz zremisowali i 9-krotnie przegrali. Na zakończenie sezonu Inter zajął 4. pozycję w tabeli. W następnym sezonie Schiedler ze swoją drużyną wygrał w 10 meczach, 5 zremisował i 7 przegrał. Mediolańska drużyna zajęła 3. miejsce w lidze włoskiej. Jego następcą na pozycji szkoleniowca Interu został Arpad Veisz.